# Orestíada

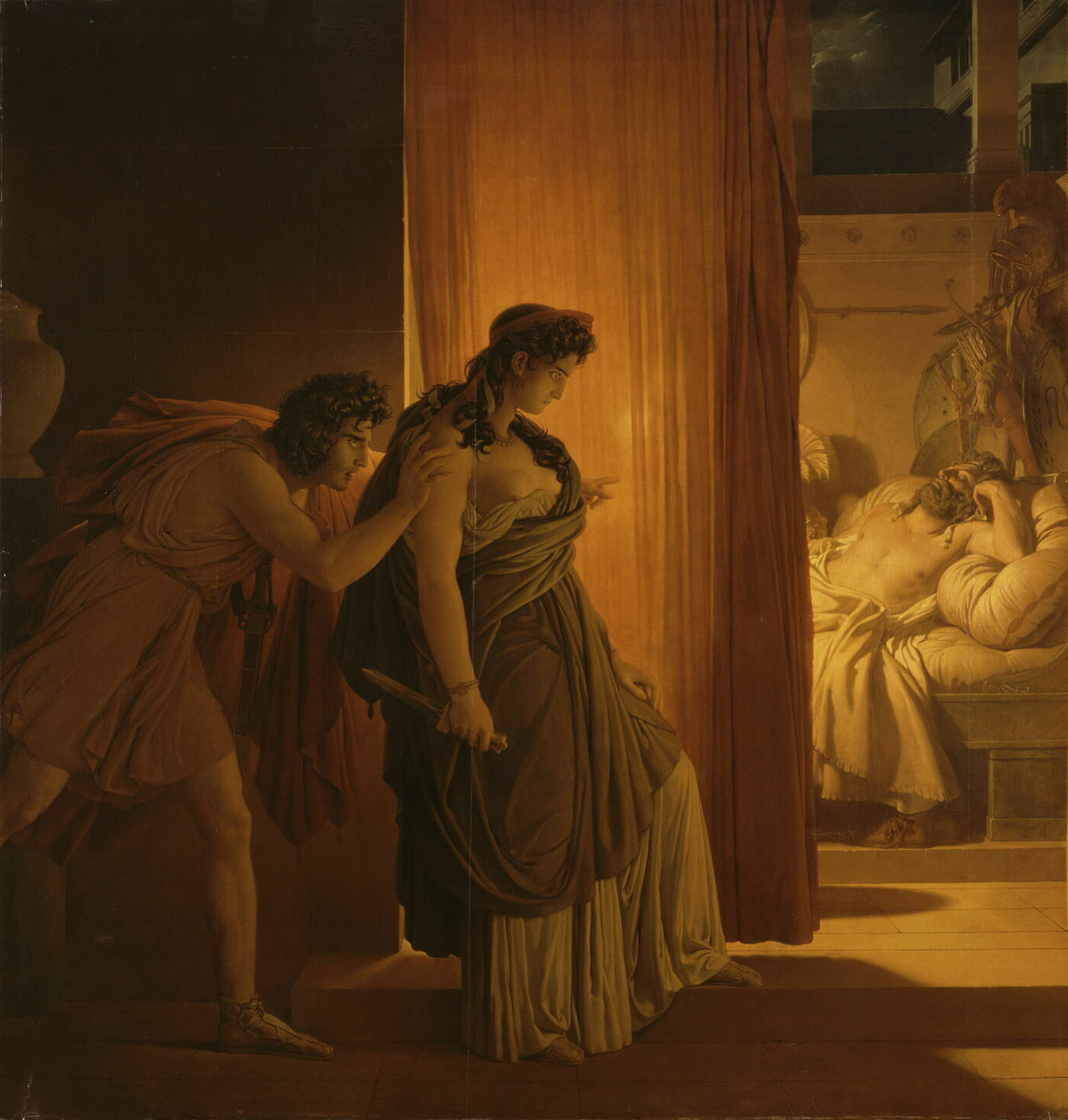
Clitemnestra titubeante antes de matar a Agamenón (óleo de P.N.Guérin, 1819).

La Orestíada, Orestea u Orestía (Ορέστεια) es una trilogía de obras dramáticas de la Grecia Antigua escrita por Esquilo, la única trilogía que se conserva del teatro griego antiguo. Trata del final de la maldición de la casa de Atreo.
Las tres obras que la forman son: Agamenón, Las coéforas y Las euménides. Una cuarta obra, Proteo, un drama satírico que se representaría junto a ellas, no ha sobrevivido. La trilogía se representó originariamente en las fiestas Dionisias de Atenas en el año 458 a. C., donde ganó el primer premio. 

## Trama
1. Agamenón. En la primera obra de la trilogía, se relata el regreso de Agamenón, rey de Argos, de la guerra de Troya para encontrar la muerte. En su hogar se encuentra su esposa, Clitemnestra, que ha planeado su muerte como venganza por el sacrificio de su hija, Ifigenia. Más aún, dado que la ausencia de su esposo ha durado diez años, Clitemnestra ha sucumbido a una relación adúltera con Egisto, primo de Agamenón y el descendiente de una rama desheredada de la familia, que está determinado por recuperar el trono que cree que en justicia le pertenece.
2. Las coéforas. La segunda parte de la trilogía cuenta el proceso de venganza planeado por Electra. Trata de la reunión de los dos hijos de Agamenón, Electra y Orestes, y su venganza. Electra reconoce a Orestes por una marca en la cara durante los funerales de Agamenón. Acto seguido, Orestes mata a Egisto y a su madre Clitemnestra. Ésta convoca a las furias, que perseguirán a Orestes.
3. Las euménides. Esta tercera y última pieza muestra cómo Orestes es llevado a juicio ante el tribunal divino. Las Euménides narra cómo Orestes, Apolo y las Furias comparecen ante un jurado de atenienses conocido como Areópago (‘roca de Ares’, una colina rocosa plana junto al ágora ateniense donde el tribunal de homicidios de Atenas celebraba sus sesiones), para decidir si el asesinato de Clitemnestra por parte de su hijo, Orestes, le hace merecedor del tormento que le infligen. Orestes es encontrado inocente gracias a la ayuda de Apolo y Atenea.

## Proteo
Aunque Proteo, el drama satírico que originalmente seguía a las tres primeras obras de la Orestíada, se ha perdido, se considera en general que se basaba en la historia narrada en el Libro IV de la Odisea de Homero. En 2002, el Teatro Kingston montó una producción de la Orestíada en una traducción de Ted Hughes e incluyó una reconstrucción libre de Proteo basada en el episodio de la Odisea y arreglado libremente según la estructura de los dramas satíricos que se conservan.

## Temas
Todas ellas rondan en torno a los conceptos de justicia y venganza. Avanza por fuertes personajes femeninos, como Electra y Atenea. 
Particularmente interesante resulta leer el tratamiento que da Esquilo a la tragedia que protagoniza Electra, así como compararlo con el que dan al tema Sófocles y, por último, Eurípides. Este personaje es retomado, también, muchos siglos después, por Carl Jung, para ilustrar la tendencia de la mujer a enamorarse (inconscientemente) del padre y eliminar simbólicamente a la madre, considerada como rival.

## Análisis
Que la obra acabe con final feliz puede sorprender a los lectores modernos, para quienes la palabra «tragedia» denota un drama que acaba en desgracia. La palabra no tenía este significado en la antigua Atenas, y muchas de las tragedias griegas que se conservan tienen un "final feliz".
Merece la pena destacarse el aspecto metafórico de todo este drama. Esquilo conocía perfectamente las reformas que Efialtes y Pericles habían impuesto al Tribunal del Areópago. El cambio, desde una justicia arcaica de autodefensa mediante una venganza personal, a la administración de justicia a través de un juicio, simboliza el paso de una sociedad primitiva gobernada por los instintos a una sociedad moderna regida por la razón: la justicia se decide por un tribunal de iguales, representando al cuerpo ciudadano y sus valores, y los propios dioses sancionan esta transición interviniendo en el proceso judicial, argumentando y votando en pie de igualdad con los mortales. Esquilo compartía la creencia en que el orden depende de las leyes y las leyes provienen de los dioses. Este tema de la polis autogobernada por el consenso a través de instituciones jurídicas, en oposición al tribalismo y la superstición, se repite en el arte y el pensamiento griegos. 
La dramatización de una transformación social en este mito (la transición a un gobierno de las leyes) es tanto un alarde como una justificación del entonces relativamente nuevo sistema judicial. El concepto de una intervención objetiva por una entidad imparcial contra la que ninguna venganza podía tomarse (el estado) marcaba el final de continuos ciclos de derramamiento de sangre, de matanzas que engendraban ulteriores venganzas, una transición en la sociedad griega reflejada por la transición en su mitología, pues las Furias eran una parte mayor de los viejos mitos griegos que otros comparativamente más recientes. El reflejo de las luchas sociales y las normas sociales en la mitología hace que obras como estas revistan especial interés hoy en día, ofreciendo perspicaces perspectivas culturales e históricas.
Comenta Rodríguez Adrados que «Se ha dicho muchas veces que el problema de la Orestíada no tiene solución humana o que, por mejor decir, Orestes habría sido condenado por un tribunal ateniense; que las razones alegadas en su defensa —pretendida prevalencía biológica del padre sobre la madre; interés de Atenea por la absolución— son o ridículas o fuera de tema; que prácticamente Esquilo abandona su historia, añadiéndole un final convencional, y su interés se dirige ahora a un tema en gran parte distinto, el de la organización ideal de la ciudad».

## LaOrestíadaen las artes y la cultura popular
- Varios compositores han escrito tratamientos musicales de toda esta trilogía o de parte de ella. 
  - De finales del siglo XIX procede la ópera de Sergéi Tanéyev titulada Orestíada.
  - El compositor español Manuel Manrique de Lara compuso una trilogía de poemas sinfónicos basada en la Orestíada que fue estrenada en 1894.
  - Richard Strauss, educado como los alemanes de su generación en los clásicos grecorromanos, compuso en 1908 Elektra, una sorprendente y provocadora ópera en un acto que inmediatamente entró a formar parte del repertorio estándar.
  - En el siglo XX, el compositor soviético Yury Alexandrovich Falik compuso el ballet en un acto titulado Orestíada.
  - Darius Milhaud compuso música incidental para las obras.
  - Iannis Xenakis escribió al menos tres obras para voz e instrumentos basadas en la trilogía.
  - Il furore di Oreste, ópera en un acto de Flavio Testi basada en Las Coéforas.
  - Prólogo para tenor y conjunto de cámara, obra de Harrison Birtwistle basada en Agamenón.
  - Los cantantes populares Monica Richards y Maynard James Keenan, de Faith and the Muse y A Perfect Circle respectivamente, se han basado igualmente en esta obra. «El Coro de las Furias» aparece en el álbum Evidence of Heaven de Faith and the Muse, y el álbum de debut de A Perfect Circle titulado Mer de Noms incluye un corte titulado "Orestes".
  - 1999 - 2000: El grupo estadounidense Virgin Steele dedicó una obra musical en dos volúmenes titulada "The House of Atreus" a la Orestíada que sigue de una forma fidedigna el desarrollo de la trilogía.

- La obra The Family Reunion del poeta T. S. Eliot se basa en Las Euménides.
- La coreógrafa estadounidense Martha Graham se basa en este mito para su coreografía Clytemnestra, de 1979. En ella, todos los personajes que danzan son los de La Orestíada.
- El dramaturgo y filósofo francés Jean-Paul Sartre basó su obra Las moscas en La Orestíada. De una manera elocuente recrea la intensa persecución de Orestes por las Furias, pero las reacciones de Orestes están transformadas por la filosofía existencialista de Sartre.

- El dramaturgo estadounidense Eugene O'Neill basó A Electra le sienta bien el luto en la Orestíada. Del mismo modo está compuesto de tres obras, con los temas correspondientes a los de la trilogía de Esquilo. Tiene lugar a finales de la guerra civil estadounidense como opuesta a la Guerra de Troya.

- The Tower Beyond Tragedy, del poeta Robinson Jeffers, es una versión moderna, en verso, de la Orestíada incluyendo referencias a las guerras mundiales.

- Años 60 y 70: En Buenos Aires, la Orestiada fue una de las puestas en escena realizadas por la notable vanguardia teatral que se albergó durante fines de la década de 1960 y hasta comienzos de la del '70 en el Instituto Di Tella.[4]

- El poeta y cineasta italiano Pier Paolo Pasolini planeaba realizar una versión de la trilogía, ambientada en una colonia africana cuyo nombre no se concretaba. Su propósito era usar la Orestíada para comentar la emergencia de la democracia en África. No obstante, durante una expedición de investigación retratada en el documental Appunti per un'Orestiade africana (estrenada en Francia en 1970, en Argentina para televisión, se llamó Apuntes para una Orestíada africana), un grupo de estudiantes africanos objetaron que un antiguo texto europeo poco tenía que decir sobre la historia del África moderna y que Pasolini estaba tratando a África como una entidad singular, y no como un continente de culturas complejas y diversas. Pasolini abandonó el proyecto.

- O Θίασος (El viaje de los comediantes), película de Theo Angelopoulos de 1975 es una versión de la Orestíada ambientada en la Grecia moderna.

- En la serie de novelas de Dune obra de Frank Herbert, la Casa de Atreo continúa existiendo en el futuro lejano de la humanidad (aquí llamado Casa Atreides), y ellos también sufren indignidades, pero con el tiempo triunfan.
- El videojuego Gift from the Gods de 1984 para Sinclair ZX Spectrum tenía como protagonista a Orestes y seguía algunas tramas de la Orestíada.

- En la serie de novelas gráficas The Sandman, de Neil Gaiman, las Furias aparecen como un argumento mayor hacia el final de la serie, persiguiendo a Morpheus.

- En el 2000, el mexicano Miguel Ángel Canto estrenaría Orestes, o Dios no es máquina, de su autoría; en ella, el mito será revisitado a modo de una "maldita comedia musical" en el que el crimen real del protagonista es matar a sus propias voces, representadas por el Coro de Erinias.

- La dramaturga irlandesa Marina Carr toma libremente la trama de las dos primeras partes de la Orestíada en su obra de 2002 titulada Ariel, que se ambienta en el interior irlandés contemporáneo.

- El dramaturgo y director Robert O'Hara escribió y dirigió el estreno mundial de Good Breeding, una adaptación de la Orestíada griega inspirada por las obras de Esquilo y Eurípides. La Maldición sobre la Casa de Átreo es dada la vuelta en esta exploración erótica del amor, la lujuria y la venganza. Se interpretó por primera vez en la Universidad de California en San Diego, UCSD, el 16 de febrero de 2007.

- La banda chilena de post-hardcore Tenemos Explosivos hace constantes referencias a La Orestíada (tanto en sus letras como en su contenido) en su tercer disco: Victoria (2017), que contiene canciones como "Agamenón" o "Coéforos" para hablar sobre del mito de la familia y la muerte.

## Traducciones recientes
Según el ISBN, traducciones recientes de esta obra al español en España son:
- Esquilo. La Orestea, Introducción, Traducción poética y Notas, J.L. Calvo Martínez, Madrid. Editora Nacional, 1984
- Tragedias completas, tr. J. Alsina, Madrid. Ediciones Cátedra, S.A., 1987
- La Orestía, tr. M. García Valdés, Barcelona. PPU, S.A., 1988
- La orestiada, tr. Á. del Amo, Madrid. Instituto Nacional de Artes Escénicas y de la Música (Ministerio de Cultura), 1990
- Esquilo: Tragedias, tr. B. Perea Morales, Madrid. Editorial Gredos, S.A., 1993
- La orestíada, tr. V. López Soto, Barcelona. Editorial Juventud, S.A., 1994
- Tragedias completas, tr. J. Alsina Clota, Barcelona. Ediciones Altaya, S.A., 1995
- Agamenón; Las coéforas; Las euménides, tr. B. Perea Morales, Barcelona. Planeta-De Agostini, 1995
- Orestea; Prometeo encadenado, tr. B. Perea Morales, Barcelona. Círculo de Lectores, S.A., 1996
- La Orestea: Agamenón, coéforos, euménides, J. L. Miguel Jover, Tres Cantos. Ediciones Akal, S.A., 1998

## Lean también
- Orestes.

- Orestes: tragedia de Eurípides.